# Ka–27
A Kamov Ka–27 (NATO-kódja: Helix) szovjet katonai helikopter, melyet a Szovjet Haditengerészet számára fejlesztettek ki és jelenleg Oroszországban, Ukrajnában, Vietnámban, Észak-Koreában, Kínában, Tajvanon és Indiában áll szolgálatban. A változatai között szerepelnek a Ka–29 harci-szállító, a Ka–28 export és a Ka–32 polgári változatok.

## Történet és leírás

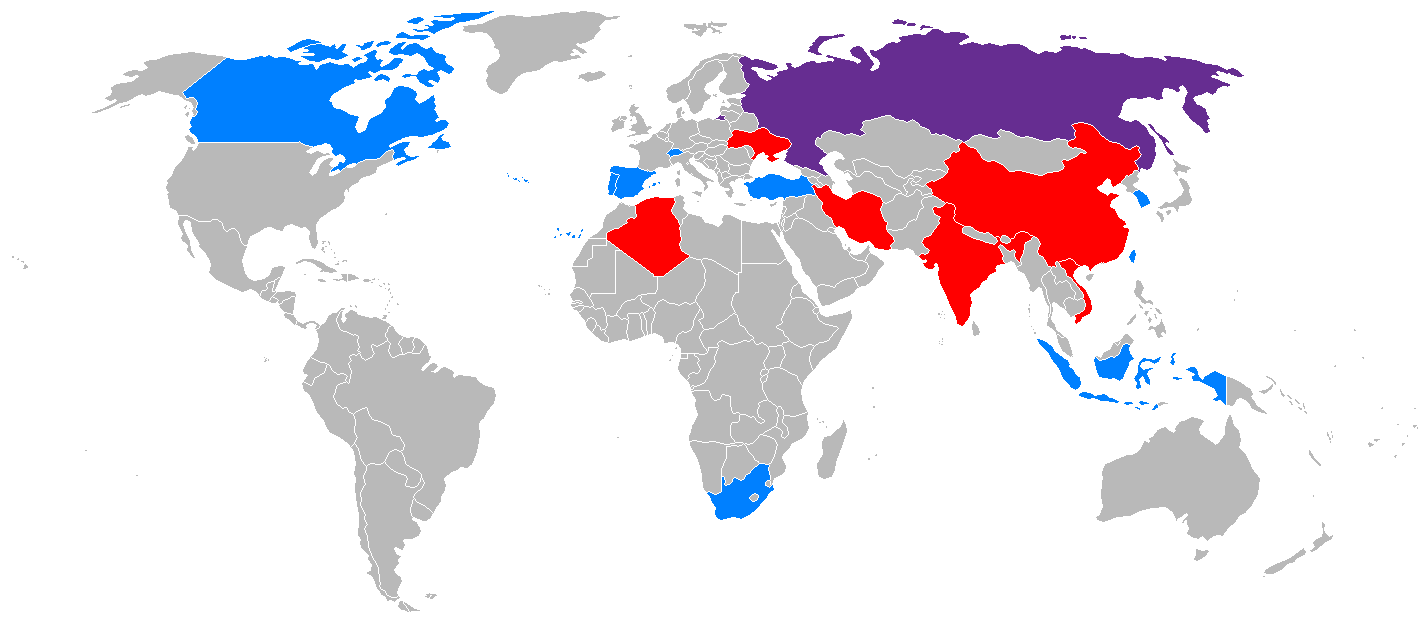
Ka–27 üzemeltetők. Kék: „polgári”, piros: „katonai”, lila: mindkettő

A Ka–27 család fejlesztési munkálatai 1969-ben kezdődtek, melynek első szakaszában még részt vett Nyikolaj Kamov is. Kamov 1973-as halála után Szergej Mihejev vette át a tervezőiroda főkonstruktőri helyét és a fejlesztőmunka irányítását. Sorozatgyártása 1977-ben kezdődött el a Kumertaui Repülőgépgyárban. A teljesen új Ka–27 megtartotta Kamov jól bevált ellenforgó koaxiális rotorkialakítását, és a Ka–25 külső méreteit. A nagyobb lapátterület, új profil és építési módszerek eredményeként a rotor azonos átmérővel és lapátszámmal is át tudta adni az új 1491 kW-os (2000 LE) TV3–117-es hajtómű megnövekedett teljesítményét. Így sokkal nagyobb, jobban használható helikopter született, amely ugyanakkora helyet foglalt a fedélzeten, mint az elődje, és ugyanazokat a hangárokat, lifteket használhatta.
Az első szériagyártású változat a Ka–25BS leváltására tervezett alap Ka–27PL (Helix-A) tengeralattjáró-elhárító változat lett. A prototípus 1974 decemberében repült először, a csapatpróbák 1981 végén kezdődtek. A gépnek nagyobb a törzse, mint a Ka–25-é, és több kompozitanyagot, illetve továbbfejlesztett fémötvözetet tartalmaz. A törzs alsó része ismét vízhatlan, és a törzsközép alsó részére rekeszekbe extra úszóeszközöket lehet szerelni.
A gép általában háromfős személyzettel repül: ezek a pilóta, a navigátor és mögöttük a megfigyelő vagy csörlőkezelő. A Ka–27 rendkívül stabil és könnyen repülhető, az automatikus magasságtartás, automatikus átmenet lebegésbe/lebegésből és automatikus lebegés az összes szélviszonyok közepette lehetséges. A Ka–27PL valamennyi szabványos tengeralattjáró-elhárító és elektronikus harctevékenység-felderítő berendezéssel rendelkezik, ezek közé tartozik a merülő hangbója és a szonárbóják (a kabinban szállítva), valamint egy új radarkupola az orr alatt, a keskeny szögletes radarantennával.

## Típusváltozatok

### Ka–27PSZ
Az elsődleges kutató-mentő változat a lokátorral felszerelt Ka–27PSZ "Helix-D", melyet szükségszerűen külső üzemanyag-tartályokkal és úszóberendezésekkel szereltek fel (ezek ritkán láthatók szovjet "Helix-A"-kon, de néha megjelennek a Ka–28-on). A kabinajtó felett egy 300 kg teherbírású csörlő, továbbá a törzs bal oldala alatt elöl és a hátsó kabinnál lefelé világító fényszóró található. Az irányított elektronikus harctevékenység-felderítő rendszer és a barát-ellenség érzékelő kivételével a hadműveleti berendezéseket kiszerelték. A doppler-radar mögött a faroktartó alatt egy ismeretlen célú dobozszerű burkolat található két félgömbbel.

### Ka–28
Az Indiának és Jugoszláviának eladott Ka–28 az alap Ka–27PL exportváltozata. A Ka–27 további katonai változatait kutató-mentő célokra specializálták – ezek közé tartozik az egyszerűsített polgári Ka–32T "Helix-C" katonai változata, melynek szintén nincs az orra alatt radarkupola, viszont fel lehet szerelve úszópárnákkal, külső üzemanyag-tartályokkal és mentőcsörlővel.

### Ka–29TB

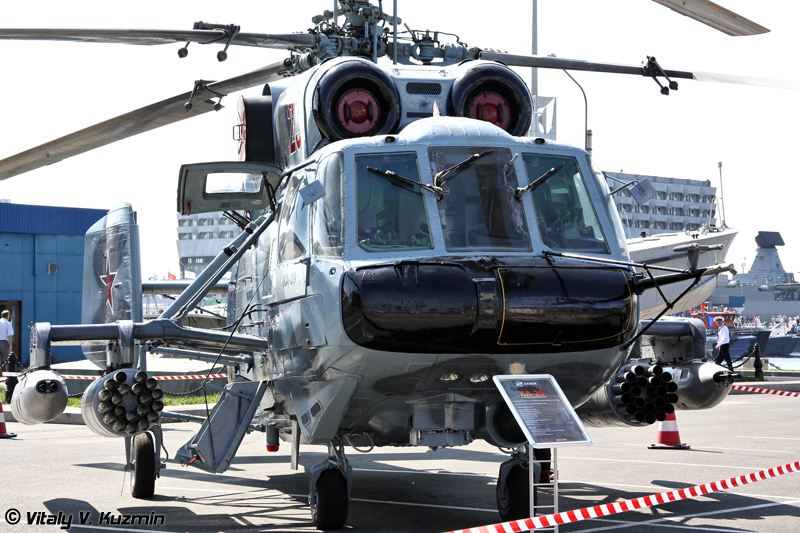
Ka–29

A Ka–29TB (Transzportno Bojevoja) a Ka–27/32 család harci-szállító változata, melyet az erősen megváltoztatott sárkánnyal az orosz haditengerészet partraszálló hadműveleteinek támogatására szántak. Az első példány 1987-ben jelent fel az Ivan Rogov partraszállító hajón. A feltételezések szerint Ka–27B típusjelű gép a „Helix-B” NATO kódnevet kapta. Sok új változat tűnt fel észrevétlenül, melyeket a Ka–27PL radar nélküli, minimális módosításokkal készült változatának hittek.
Valójában a Ka–29TB orr-részét teljesen áttervezték, a kiszélesített kabinban három fő ül egymás mellett, közülük az egyik a fegyvereket kezeli. A megerősített függesztési pontokra sokféle rakétát lehet függeszteni, és az orr jobb oldalán csuklós ajtó mögött egy négycsövű 7,62 mm-es géppuska található. Az aládúcolt pilonok elhelyezkedése miatt sem úszófelszereléssel, sem kisegítő tüzelőanyag-tartályokkal nem lehet a gépet felszerelni. A Ka–27 két darabból álló hajlított szélvédőjét ötrészes üvegezés váltotta fel, mely három fő része sík, két kisebb negyedköríves ablakkal kiegészítve.
A feketére festett – a későbbiekben talán még radart is tartalmazó – orr bal oldaláról egy hosszú, merevített Pitot-cső nyúlik előre. A Ka–29TB orra alatt a Mil Mi–24 „Hind”-éhez hasonló elektrooptikai érzékelő található a jobb oldalon, míg a bal oldalon egy rakéta rávezető/célmegvilágító eszköz. Az előbbi valószínűleg előretekintő infravörös kamerával kombinált alacsony fényerejű tv, míg a radarkupola bizonyára a 9K114 Sturm (NATO-kódja: AT–6 Spiral) rakétával kapcsolatos. Az orról hátrébb a jobb oldalon hüvelykivető-nyílás található. Szintén a Mi-24-hez hasonló, hogy a csúszóajtót egy vízszintesen megosztott, kifelé nyíló kétrészes ajtó váltotta fel, illetve a törzs tetejére infravörös zavarót lehet szerelni.

### Ka–29RLD
A Ka–29TB sárkányán alapul a Ka–29RLD, melyet először a Admiral Kuznyecov repülőgép-hordozón láttak próbák során, és amelynek még nincsen NATO kódneve. Noha a két ismert gép Aeroflot színeket viselt, az egyik kétszínű szürke álcázófestést kapott. A törzs kiszélesítése egészen a hátsó futómű rugós-tagjáig tart, és hirtelen ér véget.
A hasa alatt mindkét gépet egy-egy hatalmas borítólemezzel látták el, amely a feketére festett orrkúptól egészen a kabin végéig tart, a törzs teljes szélességében. Úgy látszik, hogy a segédhajtóművet a hajtóműburkolat fölé helyezték át, mellső és hátsó (jobb oldalra néző) beömlőnyílásokkal. A pilótakabin mögött mindkét gépen új, két részre osztott keskeny ajtó van, melynek alsó része lépcsőként szolgál. A felső részén egy szögletes burkolatra cserélték fel az ablakot.
Nagyjából a normál úszóberendezéssel megegyező keresztmetszetű, nagyméretű szögletes borítólemezeket szereltek a törzsoldal alsó részére, melyek hosszan, az orrfutón túlra nyúlnak előre. Az egyik gépen a főfutók mögött feljebb is találhatók lemezek. Ismeretlen berendezést szereltek a kabin hátsó végére egy csőszerű szerkezetbe.
Az Aeroflot jelzések ellenére a gépek szinte biztosan egy új hajófedélzeti légtérellenőrző helikopter prototípusa vagy nullszériája, síkantennájú rádiólokátorral a törzs alatt. A Ka–29TB fegyverzetét valószínűleg eltávolították.

### Ka–32SZ, Ka–32T
A Ka–27 polgári változata a Ka–32SZ (szudovoj), mely a radarját kutató-mentő és jégfelderítő célokra használja, a Ka–32T pedig az alap szállító változat. A határ a polgári és a katonai változatok között olykor elmosódik, néhány névlegesen civil Aeroflot gép szovjet hadihajókról üzemelt, míg néhány nyilvánvalóan katonai gépet Ka–32 felirattal állítottak ki. A két típust a nyolcvanas évek közepén fejlesztették ki, hogy a polgári repülés igényeit kielégítsék. A rakományt a helikopter belső terében vagy egy kötélen szállították, a ki- és berakodás a hajó lehorgonyzott állapotában, vagy akár menet közben is lehetséges volt, így a helikoptert tengeri fúrótornyokon, vagy kutató-mentő műveletekre is használhatták. A helikopterek fejlesztését B. Je. Szokolov vezette, asszisztense Je. N. Jamscsikov, a tesztprogramok vezetőmérnöke volt. A prototípus első repülésére 1980. október 8-án került sor, a tesztpilóta Je. I. Larjusin volt. A Ka–32SZ annyiban különbözött a Ka–32T-től, hogy felszereltek rá egy keresőradart és egy navigációs rendszert a jégfelderítő repülésekhez. A gépek sorozatgyártása 1986-ban kezdődött a Kumertaui Helikoptergyárban.
A Ka–32SZ típust kifejezetten sarki területeken használták. Avionikája sokkal széleskörűbb, magában foglalva egy önálló navigációs rendszert és egy Osminog (polip) orr alatti radart (keresősugár: 200 km) az IFR jégtörő műveletekhez, melyet kedvezőtlen időjárási körülmények közötti repülésre és tereptárgyak elkerülésének céljából használnak; 300 kg-os elektronikus daruval; kiegészítő külső üzemanyag tartályokkal, melyek 1994 óta elérhetőek, a kabin két oldalának tetejére rögzítve. A feladatköre: jégfelderítés, hajók átvezetése a jégmezőkön, hajók feltöltése, illetve kiürítése (több mint 30 tonna rakomány óránként, 360 tonna rakomány egy nap). 1500 vagy 3000 liter kapacitású szimplex szénszálas/epoxi tartály helyezhető fel tengerparti szennyezéselhárítási célból. A szórási idő hat perc az 1500 literes tartállyal. Tengerparti kutató-mentő feladatkörnél 1 órán át maradhat a levegőben, a bázistól 480 km-re repülhet, majd visszatéréskor 4 főnyi személyzetet és 5 tonnányi hasznos terhet hozhat magával.

## Változatok
- Ka–25–2 – Első prototípus.

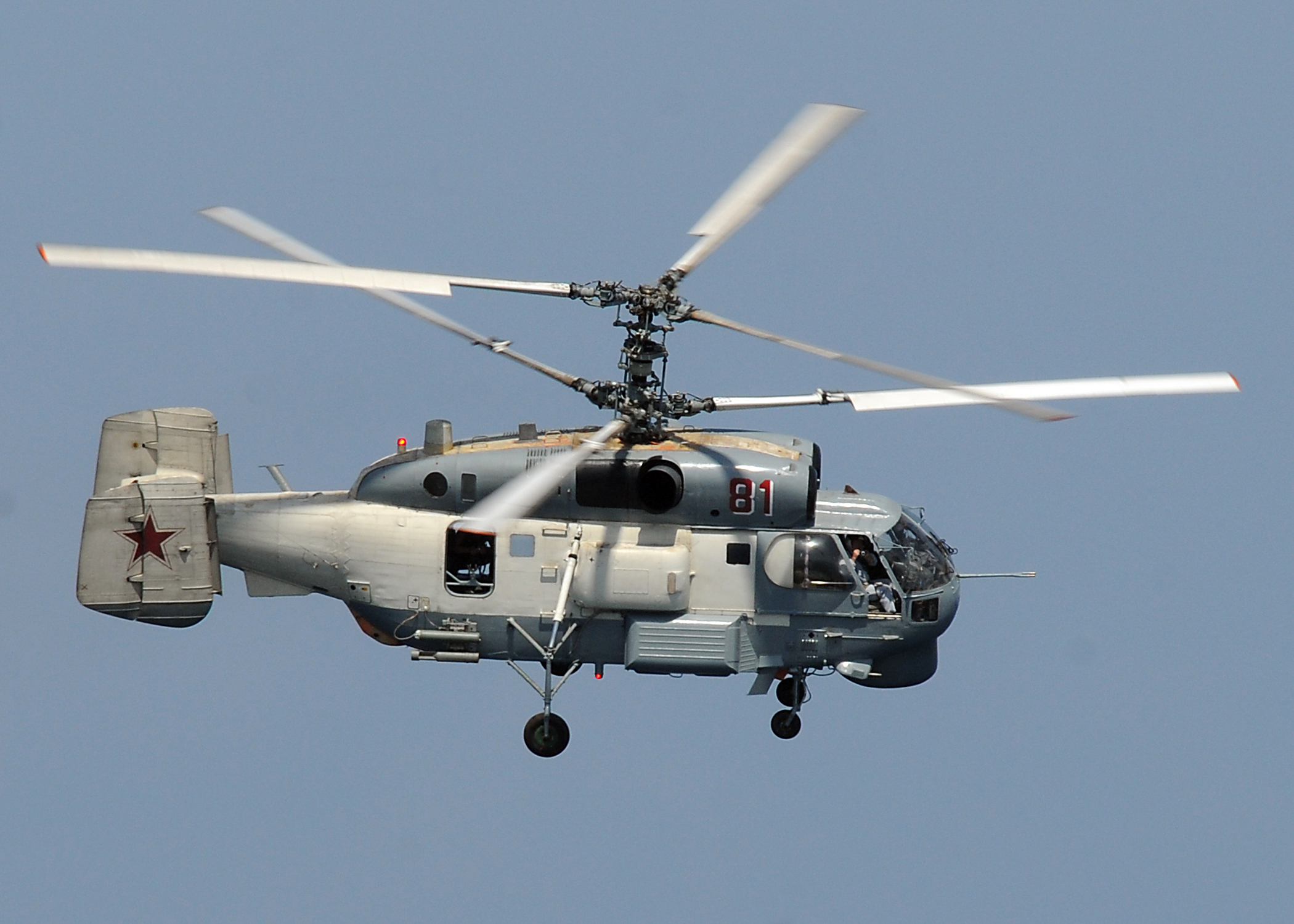
Ka–27

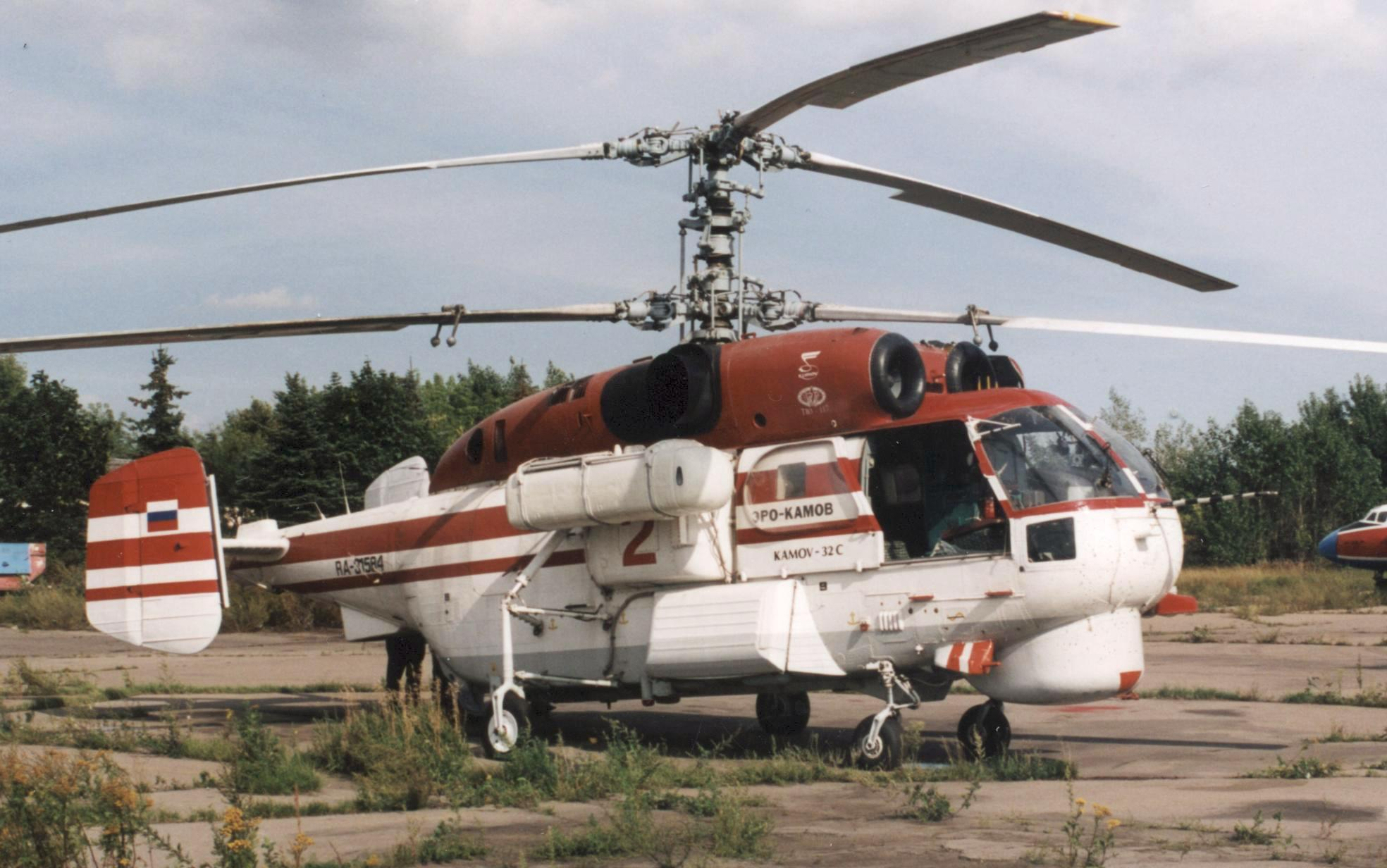
Az Omega Helicopters Kamov Ka–32S helikoptere a moszkvai Bikovo reptéren, 2004-ben

- Ka–27K – Tengeralattjáró-elhárító harci prototípus.
- Ka–27PL – (Helix–A) Tengeralattjáró-elhárító harci helikopter.
- Ka–27PSZ (Helix–D) – Kutató-mentő helikopter.
- Ka–27PV – A Ka–27PSZ felfegyverzett változata.
- Ka–28 (Helix–A) – A Ka–27PL export-változata.
- Ka–29TB (Helix–B) – Harci-szállító helikopter, két pilóta és 16 katona szállítására.
- Ka–29RLD – Felszíni ellenőrző helikopter, később Ka–31 típusjelzést kapott.
- Ka–32A – Polgári szállító helikopter. Korai sorozatgyártású változat.
- Ka–32A1 – Tűzoltó helikopter.
- Ka–32A2 – Rendőrségi változat, két kereső reflektorral és hangszóróval felszerelve.
- Ka–32A4 – Speciális kutató-mentő helikopter, mentő és evakuáló változat.
- Ka–32A7 – A Ka–27PSZ-ből kifejlesztett felfegyverzett változat.
- Ka–32A11BC – Kanadai és európai változat Klimov TV3–117MA hajtóművekkel felszerelve.
- Ka–32A12 – Svájci üzemeltetésre kialakított változat.
- Ka–32C – Kevésbé ismert változat.
- Ka–32M – 1839 kW-os TV3–117VMA–SZB3 hajtóművekkel szerelt változat. Valószínűleg a Ka–32–10 projekt váltotta fel.
- Ka–32SZ (Helix–C) Tengerparti többcélú szállítójármű, kutató-mentő helikopter, orr alatti radarral felszerelve.
- Ka–32T (Helix–C) Többcélú szállító helikopter, két pilóta és 16 utas szállítására.
- Ka–32K – Repülő daru, a másodpilóta számára kialakított behúzható gondolával felszerelve.

## Üzemeltetők

### Katonai üzemeltetők

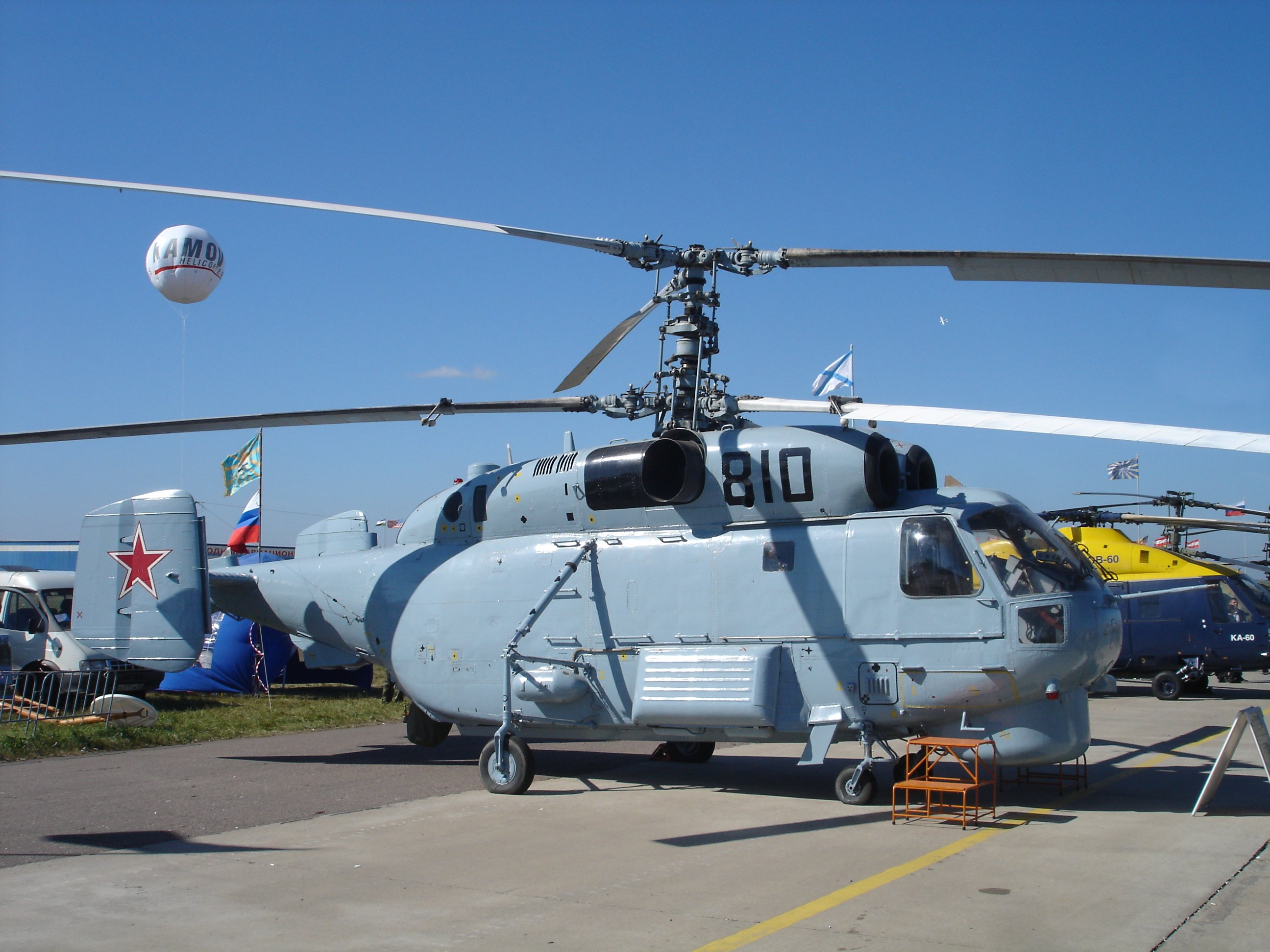
A Ka–27

Algériai Légierő
- 3 Ka–32T helikopter.

 Dél-Koreai Légierő
- 7 Ka–32S helikopter.

 Indiai Légierő
 Kínai Légierő
 Orosz Légierő
 Szovjet Légierő
 Ukrán Légierő
 Vietnámi Légierő

### Polgári üzemeltetők
Kanada

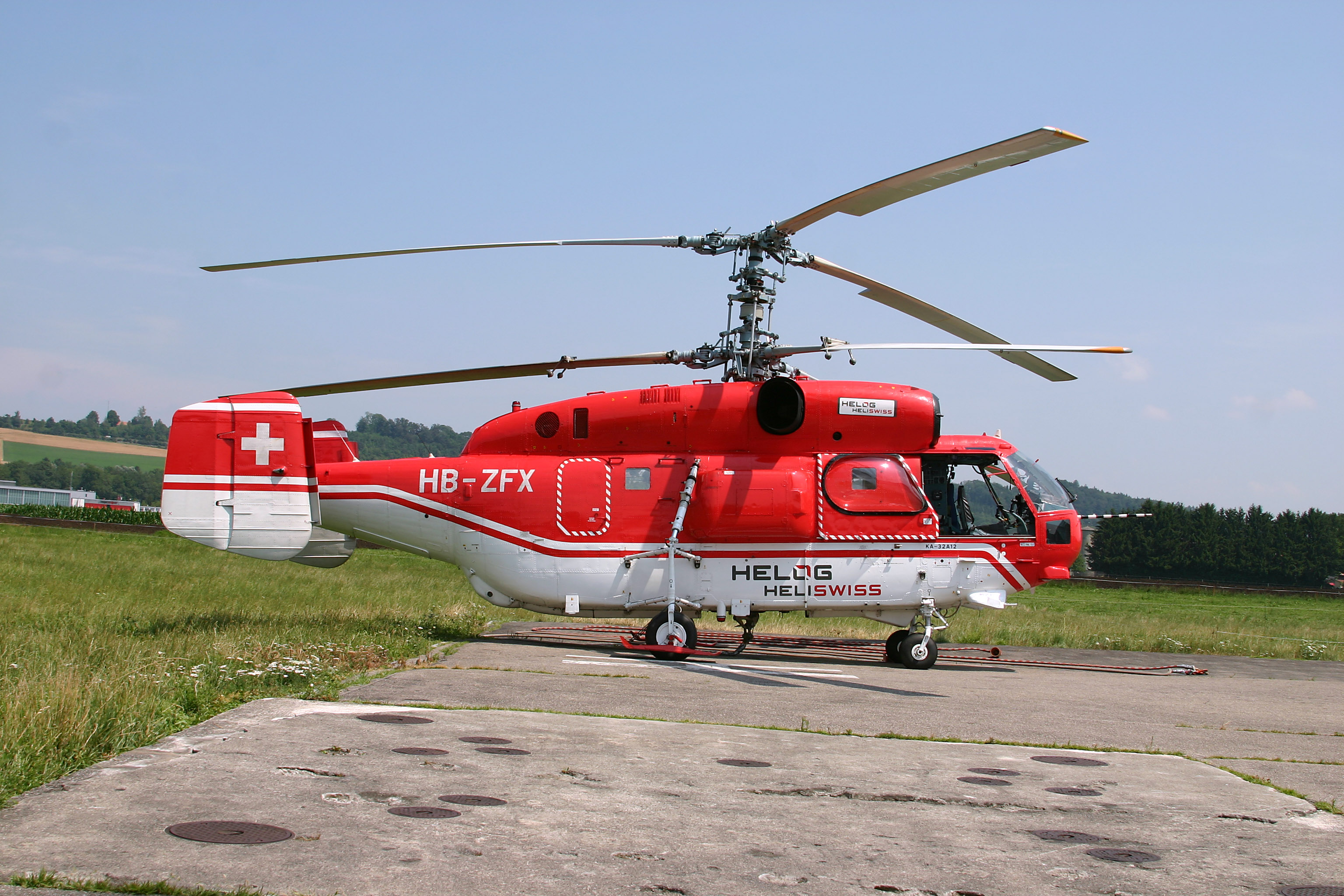
A Heliswiss Ka–32 A12 helikoptere

- Vancouver Island Helicopters (VIH) – 3 Ka–32A11BC helikopter.

 Indonézia
- Indonézia Ka–32 helikopterek vásárlását tervezi nem katonai célra (evakuálás, kutatás-mentés, szállítás és tűzoltás), illetve az indonéziai rendőrség számára (Polisi Lintas Udara).

 Irán
- Irán legalább 50 Ka–32 helikopter licenc alatti gyártását tervezi.

 Portugália
- Ka–32 helikoptereket használtak nem katonai célokra, főleg tűzoltásra.

 Oroszország
- Ka-32S helikopterek.

 Dél-Korea
- Koreai Erdészeti Szolgálat és a Parti Őrség üzemeltet 36 Ka-32S helikoptert.

 Spanyolország
- A Helisureste üzemeltet Ka-32A11BC-ket.

 Dél-Afrika
- A dél-afrikai AIRREP üzemeltet Ka–32-ket.

 Svájc
- Helog Heliswiss üzemeltet Ka–31A12-ket.
- Heliswiss üzemeltet Ka–32T-ket.

 Tajvan
- Sunrise Airlines Company üzemeltet 1 Ka–32A11BC helikoptert (B-77999).

 Törökország
- A török erdészeti minisztérium üzemeltet 8 Ka–32 helikoptert tűzoltási célokra.

## Műszaki adatok (Ka–27)

### Geometriai méretek és tömegadatok
- Hossz: 11,30 m
- Rotorátmérő: 15,80 m
- Magasság: 5,50 m
- Üres tömeg: 6500 kg
- Normál felszálló tömeg: 11 000 kg
- Maximális felszálló tömeg: 12 000 kg
- Hasznos terhelés: 4000 kg

### Hajtóművek
- Hajtóművek száma: 2 darab
- Típusa: Klimov (Izotov) TV3–117V tengelyteljesítményt szolgáltató gázturbina (szabadturbinás hajtómű)
- Teljesítmény: 1645 kW (2205 LE) egyenként

### Repülési jellemzők
- Maximális sebesség: 270 km/h
- Maximális hatótávolság: 800 km (üzemanyag-póttartállyal)
- Maximális repülési idő: 4 óra 30 perc
- Szolgálati csúcsmagasság: 5000 m

### Fegyverzet

#### Ka–27
- 1 db torpedó (AT–1M, VTT–1, UMGT–1 Orlan, APR–2 Jasztreb) vagy 36 RGB–NM & RGB–NM–1 szonárbóják

#### Ka–29TB
- 1 db 7,62 mm-es, előre tüzelő, mozgatható, GSG–7,62 típusú négycsövű, Gatling-rendszerű géppuska 1800 darabos lőszerjavadalmazással
- 1 db 30 mm-es 2A42 gépágyú 250 darabos lőszerjavadalmazással
- négy külső függesztési ponton bombák, nem irányított rakéták, gépágyúkonténerek, lőszerelosztók, vagy speciális, négycsövű rakétaindítók a 9K114 Strum páncéltörő rakéta részére

### Avionika
- radar, mágnesesanomália-detektor vagy merülő szonár, szonárbóják.

## Lásd még

### Kapcsolódó fejlesztés
- Ka–25
- Ka–31

### Hasonló helikopterek
- SH–60 Seahawk

## Fordítás
- Ez a szócikk részben vagy egészben  a   Kamov Ka-27 című angol Wikipédia-szócikk fordításán alapul.  Az eredeti cikk szerkesztőit annak laptörténete sorolja fel. Ez a jelzés csupán a megfogalmazás eredetét és a szerzői jogokat jelzi, nem szolgál a cikkben szereplő információk forrásmegjelöléseként.